# 王根
王根（？—前6年），西汉政治人物。王禁的第七子，王政君的弟弟，前27年，为曲阳侯。前12年，为大司马、骠骑将军。前8年，他和赵飞燕、赵昭仪姐妹支持定陶王刘欣为皇位继承人。王根去世之前，他向汉成帝推荐自己二哥的儿子王莽继承自己的位置。前6年，去世後，谥号炀（曲阳炀侯）。